# Helvetia (West Virginia)
Helvetia ist ein Census-designated place im Randolph County im US-amerikanischen Bundesstaat West Virginia. Die 1869 von Schweizer Emigranten gegründete Siedlung hatte im Jahr 2010 59 Einwohner. Die alten Bräuche und Traditionen aus der ehemaligen Heimat konnten durch die isolierte Lage bis heute aufrechterhalten werden.

## Geographie
Helvetia liegt abgelegen in einem hügeligen und stark bewaldeten Gebiet südlich von Buckhannon im Tal des Left Fork Right Fork Buckhannon River, der hier den Upper Trout Run aufnimmt. Westlich von Helvetia liegt der Holly River State Park und südöstlich der Kumbrabow State Forest. 

## Geschichte
Nach dem Ende des Bürgerkrieges gründete eine aus Schweizer und einigen deutschen Einwanderern bestehende Gruppe den Grütliverein in Brooklyn, New York City. Sie hatten das gemeinsame Ziel, in einen anderen Teil des Landes zu emigrieren, wenn der richtige Zeitpunkt gekommen sei.
Ein Mitglied der Gruppe namens Isler begutachtete im Osten West Virginias große Landstriche für eine in Washington ansässige Firma. Er berichtete der Gruppe nach seiner Rückkehr von fischreichen Flüssen und wildreichen Wäldern in einer hügeligen, aber dennoch sehr ertragreichen Gegend.
Sechs Männer der Gruppe verließen wenig später Brooklyn und machten sich mit der Bahn auf den Weg nach Clarksburg, das sie am 15. Oktober 1869 erreichten. Von hier starteten sie die mühsame, 120 km lange Reise durch die dicht bewaldeten Landstriche. 
Am 20. Oktober erreichten die Männer einen Ort in den Bergen, von dem sie einen Blick über die Gegend werfen konnten. Sie waren anfangs durch die endlose Wildnis entmutigt, dennoch beschlossen sie, die Umgebung zu erkunden. Außerdem war das Land sehr preisgünstig und vor allem waren die wenigen Einheimischen sehr gastfreundlich, so dass sie sich entschieden, zu bleiben. Dazu kam die Unterstützung von Grundstücksverwaltern aus Clarksburg, die noch mehr Siedlungen in der Gegend fördern wollten. Nachdem die übrigen Mitglieder von der Erkundung erfahren hatten, machten sie sich ebenfalls auf die Reise. Aufgrund des preisgünstigen Landes waren alle Siedler imstande, ihr eigenes Grundstück zu erwerben. 
Zu Beginn des Jahres 1871 lebten in Helvetia 230 Menschen. Der in diesem Jahr neu angekommene Grundstücksmakler C. E. Lutz schrieb Anzeigen in Deutsch und Englisch über die Vorzüge des Ortes, die im ganzen Land veröffentlicht wurden. Es kamen neue Siedler aus verschiedensten Teilen der Vereinigten Staaten und Kanada sowie einzelne direkt aus der Schweiz. 1874 betrug die Einwohnerzahl 308.
Der Helvetia Village Historic District wurde 1978 ins NRHP aufgenommen. Er beinhaltet 26 historische Gebäude im Zentrum von Helvetia.

## Verkehr
Helvetia wird durch die Country Road 45 und die Country Road 46 erschlossen.

## Bevölkerung
Nach der Volkszählung im Jahr 2010 lebten in Helvetia 59 Menschen in 24 Haushalten. Die Bevölkerungsdichte betrug 12,6 Einwohner pro Quadratkilometer. In den 24 Haushalten lebten statistisch je 2,46 Personen. 
Ethnisch betrachtet setzte sich die Bevölkerung zusammen aus 94,9 Prozent Weißen; 5,1 Prozent stammten von zwei oder mehr Ethnien ab. Unabhängig von der ethnischen Zugehörigkeit waren 3,4 Prozent der Bevölkerung spanischer oder lateinamerikanischer Abstammung. 
Das mittlere jährliche Einkommen eines Haushalts lag bei 37.161 USD. Das Pro-Kopf-Einkommen betrug 19.471 USD.

## Feiertage
- Fasnacht, am letzten Samstag vor der Fastenzeit
- West Virginia Ahornsirup Festival
- Bundesfeiertag, am 1. August
- Helvetia Day